# Scream Queens (1.ª temporada)
A primeira temporada da série de comédia de terror Scream Queens foi ao ar na Fox nos Estados Unidos. Estreou em 22 de setembro de 2015, e foi encerrada em 8 de dezembro de 2015. A temporada consistiu em 13 episódios.
A temporada acontece na fictícia Universidade de Wallace. Uma das irmandades, Kappa Kappa Tau, é atormentada por um serial killer, que usa o mascote da Red Devil como um disfarce.
A temporada estrela Emma Roberts, Skyler Samuels, Lea Michele, Glen Powell, Diego Boneta, Abigail Breslin, Keke Palmer, Oliver Hudson, Nasim Pedrad, Lucien Laviscount, Billie Lourd, e Jamie Lee Curtis.

## Enredo
Em 1995, um terrível acidente ocorreu dentro da irmandade da Kappa Kappa Tau na Wallace University, um mistério que nunca foi resolvido. Atualmente, Chanel Oberlin é a nova presidente da irmandade e com a ajuda de seus subordinadas Chanel #2, Chanel #3 e Chanel #5, elas fazem da casa Kappa algo cheio de glamour, beleza e maldade. Mas as coisas mudam quando Dean Cathy Munsh faz Chanel aceitar dentro de Kappa qualquer garota que queira entrar. Assim, Grace Gardner, uma garota que quer saber mais sobre o passado de sua mãe na Kappa, entra na fraternidade. Ao lado dela vem sua melhor amiga e a gênia menina Zayday Williams e Hester Ulrich, uma menina com esclerose e uma obsessão doentia com Chanel. Isso reduz a popularidade de Kappa e Chanels, causando problemas no relacionamento que Chanel tem com Chad Radwell, o líder da fraternidade Dickie Dollar Scholars o garoto popular no campus.
Cheia de raiva, Chanel e seus subordinadas tentam fazer com que as novas aspirantes vivam um verdadeiro inferno dentro do Kappa, mas as coisas ficam complicadas quando uma série de assassinatos começa por parte do Demônio Vermelho, um serial killer que se esconde por trás do traje de mascote da universidade. A corrida para sobreviver começa, onde qualquer um pode ser a próxima vítima e qualquer um pode ser o assassino.

## Elenco e personagens
| - Emma Roberts como Chanel Oberlin - Skyler Samuels como Grace Gardner - Lea Michele como Hester Ulrich - Glen Powell como Chad Radwell - Diego Boneta como Pete Martinez - Abigail Breslin como Chanel #5 - Keke Palmer como Zayday Williams - Oliver Hudson como Weston "Wes" Gardner - Nasim Pedrad como Gigi Caldwell - Lucien Laviscount como Earl Grey - Billie Lourd como Chanel #3 - Jamie Lee Curtis como Dean Cathy Munsch - Ariana Grande como Chanel #2 - Nick Jonas como Boone Clemens - Niecy Nash como Denise Hemphill - Chad Michael Murray como Brad Radwell | - Breezy Eslin como Jennifer - Jeanna Han como Sam - Aaron Rhodes como Roger - Austin Rhodes como Dodger - Evan Paley como Caulfield Mount Herman - Anna Grace Barlow como Bethany Stevens / Mary Mulligan - Grace Phipps como Mandy Greenwell - Jim Klock como Detetive Chisolm - Jan Hoag como Sra. Agatha Bean | - McKaley Miller como Sophia Doyle - Chelsea Ricketts como Amy Meyer - Anna Margaret Collins como Coco Cohen - Brianne Howey como Melanie Dorkus - Whitney Meyer como Tiffany DeSalle / Taylor Swift Surda - Deneen Tyler como Shondell Washington - Roger Bart como Dr. Herfmann - Charisma Carpenter como Sra. Herfmann - David Simpson as Aaron Cohen / Coney - Jennifer Aspen como adulta Mandy Greenwell - Tavi Gevinson como Feather McCarthy - Philip Casnoff como Steven Munsch - Alan Thicke como Tad Radwell - Julia Duffy como Bunny Radwell - Patrick Schwarzenegger como Thad Radwell - Rachele Brooke Smith como Muffy St. Pierre-Radwell - Faith Prince como Kristy Swenson - Gary Grubbs como Sr. Swenson - LB Brown como Freddy Swenson - Wallace Langham como Sr. Putney - Lara Grice comp Sra. Putney - Jean Louisa Kelly como Delight Ulrich - Steven Culp como Clark Ulrich |

## Episódios
| N.º na série | N.º na temp. | Título                  | Dirigido por      | Escrito por                             | Exibição original      | Audiência (milhões) |
| --- | ------------ | ----------------------- | ----------------- | --------------------------------------- | ---------------------- | ------------------- |
| 1 | 1            | "Pilot"                 | Ryan Murphy       | Ryan Murphy, Brad Falchuk & Ian Brennan | 22 de setembro de 2015 | 4.04                |
| Em 1995, durante uma festa na casa Kappa Kappa Tau, as amigas Amy Meyer, Bethany Stevens, Coco Cohen e Mandy Greenwell encontram Sophia Doyle, uma candidata da fraternidade, dando à luz um bebê em uma banheira da casa, e ao invés de ajuda-la, as garotas retornam para a festa e ignoram o ocorrido. Porém, Amy, acaba ficando e ajudando Sophia com o parto, mas assim que a festa acaba, as garotas voltam ao banheiro, onde está Sophia, e a encontram morta na banheira. Em 2015, Grace Gardner começa frequentar a Universidade Wallace e decide se juntar à fraternidade Kappa Kappa Tau, em homenagem a sua mãe que foi uma garota da Kappa na sua juventude. A fraternidade Kappa Kappa Tau é liderada pela cruel e popular Chanel Oberlin e suas amigas (conhecidas como Chanels). Cathy Munsch, a reitora da Universidade, tenta fechar a fraternidade Kappa Kappa Tau para tirar Chanel do poder, mas a presidente nacional da fraternidade, Gigi Caldwell, intercede em favor de manter a fraternidade de pé. A reitora Munsch, então, decreta que a Kappa deverá aceitar quaisquer garotas que desejam tornar-se membros. Grace, Zayday Williams, Hester Ulrich e outras garotas, se candidatam a fraternidade mas Chanel ao perceber que essas garotas poderiam prejudicar sua reputação, fica contra a entrada delas na fraternidade mas no final acaba aceitando forçadamente as garotas. Sra. Bean, a empregada da casa Kappa, concorda em participar de uma brincadeira inventada por Chanel para assustar as candidatas e faze-las desistir de entrarem para fraternidade, mas a brincadeira dando errado e a Sra. Bean acaba tendo seu rosto fritado em óleo quente. Chanel então, convence a fraternidade á ajuda-la a encobrir o incidente e esconder o corpo da empregada em um freezer. Enfurecida, Grace junta forças com Pete Martínez, um jornalista da Universidade que abriga um ressentimento contra Chanel, para expor seus crimes e restaurar a honra da Kappa. Pouco tempo depois, o corpo da Sra. Bean desaparece e as meninas se tornam alvos de um serial killer mascarado conhecido como o "Red Devil", que mata uma das amigas de Chanel, a Chanel #2, e decapita Tiffany, uma das candidatas, com um cortador de grama. |              |                         |                   |                                         |                        |                     |
| 2 | 2            | "Hell Week"             | Brad Falchuk      | Ryan Murphy, Brad Falchuk & Ian Brennan | 22 de setembro de 2015 | 4.04                |
| Após os assassinatos, as candidatas à fraternidade são convidadas a mudar-se para a casa Kappa por Gigi, que também atribui-lhes uma guarda de segurança, Denise Hemphill. Preocupado com a segurança de Grace, seu pai, o professor Wes Gardner, se transfere para a Universidade Wallace, com o objetivo de proteger sua filha mas acaba criando um triângulo amoroso entre ele, a reitora Munsch e a presidente Gigi. Enquanto isso, Grace e Pete desenvolvem um relacionamento, e Grace encontra uma sala secreta onde as antigas líderes da Kappa escondem seus maiores segredos, e descobre que, em 1995, uma garotada da Kappa sangrou até a morte devido à negligência das outras garotas da fraternidade depois de dar à luz a uma criança, que, em seguida, desapareceu, e que supostamente a reitora Munsch encobriu todo o incidente. Grace encontra um traje de Diabo Vermelho no armário de Pete e se convence de que ele é o assassino e o filho da garota que morrera há 20 anos. O Red Devil mata a segurança Shondell, parceira de Denise, e corta a garganta de Boone, o melhor amigo de Chad Radwell, um garoto extremamente rico e popular, ex-namorado de Chanel e líder da fraternidade Dickie Dollar Scholars, e deixa uma mensagem ameaçadora para as garotas da Kappa. Mais tarde no necrotério do campus, o Diabo Vermelho encontra-se com Boone, que aparentemente havia morrido mas na verdade encenou sua morte e esta ajudando o serial killer. |              |                         |                   |                                         |                        |                     |
| 3 | 3            | "Chainsaw"              | Ian Brennan       | Ian Brennan                             | 29 de setembro de 2015 | 3.46                |
| Assustada com os assassinatos do Red Devil, Chanel #5 declara sua independência a Chanel e a desafia, dizendo que não precisa de Chanel para ser popular. Chanel irritada e prestes a perder sua popularidade devido as novas candidatas fracassadas da Kappa, acaba tendo a ideia de transformar uma das candidatas em sua nova seguidora, e o privilégio acaba caindo sobre Hester, que passa por um upgrade e se torna a Chanel #6. Chanel #3 torna-se amiga de Sam, uma lésbica e candidata da Kappa, e acaba contando para ela um segredo de família: seu pai biológico é o assassino Charles Manson, e ambas decidem ser o álibi uma da outra, quando alguém morrer. Grace, Zayday e Denise descobrem manchas de sangue no quarto da Chanel #2 e deduzem que ela foi assassinada, e resolvem ir até Bel Air e conversar com os pais da Chanel #2, que conta a elas que sua filha estava namorando Chad Radwell (assim como as outras Chanels). Denise se convence de que há dois assassinos, e que Zayday é um deles, enquanto Grace acredita que Chad pode ser o verdadeiro assassino. Depois de matar o novo mascote da Universidade, o Red Devil persegue os garotos da fraternidade Dickie Dollar Scholars com uma serra elétrica, e acaba matando um dos amigos de Chad. A reitora Munsch e Gigi decidem se mudar para a casa Kappa temporariamente para proteger as garotas mas já na primeira noite o Red Devil ataca Gigi com uma serra elétrica mas o pai de Grace, Wes, que estava vigiando a casa para manter sua filha segura, acaba ouvindo os gritos de Gigi e consegue chegar a tempo de deter o assassino que fuge pela janela. Assustadas com os gritos, as garotas e a reitora Munsch aparecem para ver o que esta acontecendo e ao chegar na sala, onde Gigi foi atacada, Wes acusa a reitora Munsch de ser o assassino. |              |                         |                   |                                         |                        |                     |
| 4 | 4            | "Haunted House"         | Brad Buecker      | Brad Falchuk                            | 6 de outubro de 2015   | 2.97                |
| Zayday anuncia sua candidatura à presidência da Kappa, concorrendo contra Chanel, que promete uma vingança contra ela, e recruta as Chanels #3 e #5 para ajuda-la a arruinar a campainha de Zayday. Sob o conselho de Earl, Zayday decide fazer uma campanha de caridade para ajuda-la em sua candidatura e organiza uma casa mal assombrada em uma casa velha e abandonada em Shady Lane, nas proximidades. Ainda acreditando que Zayday é responsável pelos assassinatos, Denise se recusa a permitir que Zayday organize a casa mal assombrada, mas depois recua quando Zayday revela que ela sabe Denise é uma ex candidata da Kappa, que não consegui entrar para a fraternidade, o que pode fazer dela uma possível suspeita. Grace e Pete falam com a única sobrevivente da tragedia de 1995, Mandy Greenwell. Mandy diz a eles que após a garota dar à luz o bebê na banheira ela realmente morreu, e a reitora Munsch cuidou da situação para que ninguém descobrisse e Mandy revela também que o bebê era uma menina. Como punição por ter contado a Grace e Pete os acontecimentos de 1995, o Red Devil assassina Mandy em sua casa. Hester começa a seduzir Chad, e o convida a ir a casa mal assombrada de Shady Lane para eles transarem mas ao chegar lá eles encontram os cadáveres da Sra. Bean, Chanel #2, Shondell, Coney e Mandy. Hester e Chad saem correndo e assustados da casa e contam a todos da Universidade o que virem, o que gera uma aglomeração de pessoas na casa de Shady Lane e Zayday acaba sendo sequestrada pelo Red Devil. Grace investiga o caso da "Bruxa de Shady Lane", uma ex-moradora da casa mal assombrada de mesmo nome onde os cadáveres foram encontrados, e descobre que a moradora da casa era uma das garotas da fraternidade Kappa de 1995. |              |                         |                   |                                         |                        |                     |
| 5 | 5            | "Pumpkin Patch"         | Brad Falchuk      | Brad Falchuk                            | 13 de outubro de 2015  | 2.39                |
| O plano de Chanel de fazer uma festa beneficente para impedir que Zayday retire sua presidência é frustrado pela reitora Munsch que fecha o campus da Universidade e institui um toque de recolher na noite de Halloween. Chanel #6 começa a causar intrigas na fraternidade, jogando umas contra as outras, e junto com a Chanel #5, as duas armam um plano para Chanel ser presa pelo assassinato da Sr. Bean. Depois de sua breve temporada na prisão, Chanel volta e acaba confrontando a Chanel #5 por sua deslealdade, e a obriga a ir ascender as luzes das abóboras durante a noite de Halloween, com o intuito de ela ser morta pelo Red Devil. Grace, Pete, Wes, Gigi e Denise encontram o esconderijo secreto do Red Devil, onde Zayday estava sendo mantida como refém, porém antes que eles pudessem salva-lá, ela já havia fugido. Gigi consegue atacar o Red Devil, mas no entanto ele escapa antes de ter sua identidade revelada. De volta a casa, Chanel tenta iniciar uma eleição presidencial antecipada devido a ausência de Zayday e Grace, no entanto ambas retornam a fraternidade prontas para lançarem seus votos. Mais tarde naquela noite, Gigi tem um encontro com o Red Devil, no qual ela discute com ele por ter deixado Zayday escapar, e lhe diz para assassinar um homem desconhecido. |              |                         |                   |                                         |                        |                     |
| 6 | 6            | "Seven Minutes in Hell" | Michael Uppendahl | Ryan Murphy                             | 20 de outubro de 2015  | 2.59                |
| Depois de um empate na votação presidencial, Chanel opta por ceder a sua presidência para Zayday em uma tentativa de sobreviver ao reinado de terror do Red Devil. Em seu primeiro ato como nova presidente da Kappa, Zayday decide dar uma festa do pijama na fraternidade, no entanto, as garotas logo descobrem que as portas e janelas da casa foram todas trancada por fora. Temendo por suas vidas, Chanel pede a ajuda de Chad e do resto dos garotos da Dickie Dollar Scholars para resgatá-las. A caminho da fraternidade, um dos garotos, Caulfield, acaba sendo morto pelo Red Devil. As garotas, em seguida, resolvem jogar um jogo de Verdade ou Desafio para tentar descobrir quem é o assassino, que termina com Sam revelando que o pai da Chanel #3 é assassino Charles Manson. Irritada mas confusa com seus sentimentos por Sam, Chanel #3 ordena a ela um desafio, tirar uma soneca na banheira sangrenta da Kappa, e Sam acaba sendo morta pelo Red Devil. Logo depois, Roger, o namorado da Chanel #5, também é assassinado, e Chad descobre uma série de passagens secretas embaixo da casa. Chanel e Zayday resolvem verificar as passagens e acabam sendo confrontadas pelo Red Devil, mas escapam com vida. No dia seguinte, Wes tenta levar Grace para casa mas ela se recusa, alegando que suas amigas precisam dela. Chanel #3 e Chanel #5, ambas preocupadas com suas vidas, decidem fazer um pacto para sobreviver mesmo que seja sem a companhia de Chanel, custe o que custar. |              |                         |                   |                                         |                        |                     |
| 7 | 7            | "Beware of Young Girls" | Barbara Brown     | Ryan Murphy                             | 3 de novembro de 2015  | 2.44                |
| As Chanels, Chade e Earl participam do funeral memorial dedicado a Chanel #2, onde Chanel faz vários elogios cheios de sarcasmo sobre a Chanel #2 ser uma pessoa horrível e uma traidora. Preocupadas com sua líder, as Chanels #3, #5 e #6 trazem um tabuleiro ouija para a Kappa para que Chanel se comunique com a Chanel #2, para que elas possam se reconciliar. Durante a sessão, a Chanel #2 diz que Chanel é a assassina, o que assusta as outras Chanels e ás fazem planejar a morte de sua líder, antes que Chanel às mate. No entanto, durante um sonho, Chanel é visitada pelo fantasma da Chanel #2, que a avisada da tentativa de assassinato que as outras Chanels planejaram contra ela. Chanel relutantemente perdoa suas amigas, e recruta-as para ajudá-la a provar que Grace e Zayday são as verdadeiras assassinas. Enquanto isso, Gigi tenta retomar o controle de seus planos com o Red Devil, e acaba manipulando Grace, dizendo para ela investigar uma ex-membro da Kappa chamada Feather McCarthy, que fugiu com o professor Munsch, ex-marido da reitora Munsch. A reitora é imediatamente presa e levada para uma instituição mental, após seu marido ser assassinado, pois é considerada a principal suspeita do crime. Mas tarde, na instituição mental, a reitora Munsch liga para Pete e Grace, e pede para eles lhe ajudarem a provar sua inocência, mas Grace só concorda em ajuda-la com uma condição: a reitora terá que contar o que houve com o bebê nascido na Kappa em 1995. A reitora aceita às condições, e Pete e Grace partem em uma investigação e logo descobrem evidências de DNA provando que Feather matou o professor Munsch e levam sua descoberta à policia. O detective Chisholm acaba se convencendo de que Feather realmente matou o professor Munsch e também de que ela é a responsável pelas mortes na Universidade. A reitora Cathy então é libertada e Feather é mandada para a instituição mental. Em sua casa, aproveitando a volta a vida normal, a reitora Munsch revela de fato ter matar seu ex-marido e colocado a culpa em Feather, afirmando que "o inferno não guarda tanta fúria quanto uma mulher desprezada".                                                                             |              |                         |                   |                                         |                        |                     |
| 8 | 8            | "Mommie Dearest"        | Michael Uppendahl | Ian Brennan                             | 10 de novembro de 2015 | 2.51                |
| A reitora Munsch recusa-se a cumprir sua parte no acordo com Grace, não contando a ela o que houve com o bebê que nasceu na Kappa em 1995, por medo de ser presa. Em sua casa, a reitora Munsch, é, então, atacada por dois diabos vermelhos e um terceiro assassino desconhecido vestido de Antonin Scalia, mas ela consegue se esquivar dos ataques e acaba lutando contra os assassinos e vence no final. Temendo por sua vida, Munsch, relutantemente, conta para Grace que o nome da garota que morreu na banheira da Kappa após dar à luz em 1995 é Sophie Doyle, e Grace continua a achar que ela é o bebê da banheira. Grace, em seguida, vai falar com Pete para tentar descobrir quem é Sophie Doyle, e eles acabam retornando ao manicômio para tentar descobrir mais informações, e neste processo descobrem que Gigi era a "Bruxa de Shady Lane" e que ela estava realmente cuidando de não apenas um, mas dois bebês (um menino e uma menina) no manicômio há 20 anos. Na casa Kappa, o Red Devil mata Jennifer e derrete cera de vela sobre seu cadáver, o que leva ao encerramento imediato das aulas na Universidade por tempo indeterminado. Enquanto isso, as Chanels contratam Denise para provar que Zayday e Grace são as assassinas, e Chanel recruta dois detetives de Scotland Yard para procurar por respostas também. Grace confronta Gigi sobre a história dos bebês e Gigi nega toda a história. Grace então retorna para a casa Kappa, onde Chanel diz a ela tudo o que descobriu sobre sua mãe, Mary Mulligan que na verdade é Bethany Stevens; uma ex-presidente da Kappa de 1995, amiga de Sophie Doyle, que após sair da Universidade virou uma traficante de drogas violenta que morreu em um acidente de carro. Após ouvir a história de Chanel, Grace vai até seu pai para saber se a história é realmente verdade e seu pai admite ter mentido, mas apenas para proteger Grace. No final do episódio, Boone é visto usando um disfarce em uma academia e falando ao telefone com uma pessoa desconhecida sobre o quão ridícula era a fantasia de Antonin Scalia que Gigi avia usado, o que nós confirma que dois dos assassinos que atacaram a reitora Munsch em sua casa eram Boone e Gigi.                                  |              |                         |                   |                                         |                        |                     |
| 9 | 9            | "Ghost Stories"         | Michael Uppendahl | Ryan Murphy                             | 17 de novembro de 2015 | 2.37                |
| Chanel revela às suas amigas que Chad a convidou para passar o dia de Ação de Graças com sua família, no entanto, as Chanels estão muito preocupadas com sua própria segurança para se importar verdadeiramente, menos Hester, que mostra-se com ciúmes de Chanel. Percebendo o medo das garotas, Denise decide contar histórias de fantasmas para as garotas da Kappa ao lado da lareira. Mais tarde, o Red Devil ataca Denise no banheiro, mas ela consegue escapar. Com medo de que ela seja a próxima vítima, Chanel #5 foge da casa Kappa, e acaba sendo atacada pelo Red Devil, mas também consegue escapar e acaba voltando para a Kappa. Hester, irritada por Chad ter escolhido Chanel ao invés dela, decide fingir uma gravidez para separar Chad e Chanel. Enquanto isso, Boone retorna ao campus, fingindo ser um fantasma, a fim de matar Gigi e seduzir Zayday. Boone revela estar apaixonado por Zayday, mas Zayday não sente o mesmo por ele, pois ela está apaixonada por Earl Grey. Boone, com ciúmes, veste sua fantasia de Red Devil e ataca Earl no gramado da casa Kappa. A reitora Munsch traz o detetive Chisholm para investigar o mais recente assassinato. Munsch revela a Grace e Zayday que Sophia Doyle, a garota que deu à luz na banheira da Kappa em 1995, deu à luz não só uma criança, mas duas. Grace, então deduz que estes dois gêmeos são os assassinos, sendo um deles Boone e o outro uma garota desconhecida. Boone é traído pelo assassino e acaba sendo morto. As Chanels enganam Hester, e ela acaba admitindo não estar grávida de Chad, mas ela revela que Chad já a convidou para passar a Ação de Graças com ele e sua família. Chanel, enfurecida, empurra Hester das escadas da casa Kappa. |              |                         |                   |                                         |                        |                     |
| 10 | 10           | "Thanksgiving"          | Michael Lehmann   | Brad Falchuck                           | 24 de novembro de 2015 | 1.98                |
| Chanel admite para Chad que ela assassinou Hester, mas quando ela vai mostrar o corpo para Chad, o corpo desaparece. Chanel #3 vai para casa passar o dia de Ação de Graças com sua família, mas rapidamente ela se afasta e retorna para a casa Kappa, onde a reitora Munsch estava preparando um jantar para Grace e Zayday. Wes, o pai de Grace, se junta a elas, e quando Chanel #5 também retorna a casa Kappa (depois de descobrir que sua família esqueceu de contar a ela aonde iriam passar suas férias de Ação de Graças), a reitora Munsch sugere que todos revelem suas teorias de quem é o assassino. Chanel vai passar a Ação de Graças com os Radwells, mas é interrompida pela chegada de Hester, cuja vida foi salva ao cair das escadas graças ao seu colar cervical. Pete também vai ao jantar de Ação de Graças da casa Kappa, e constrói um argumento sólido sobre Wes ser o Red Devil, e de fato o pai biológico de Boone, e portanto, provavelmente também o pai do outro Red Devil. Depois de ser intimidada e humilhada pela família Radwell, Chanel resolve voltar com Hester para a casa Kappa. Com todos de volta a casa Kappa, o jantar de Ação de Graças é servido, mas todos ficam horrorizados ao encontrar a cabeça decepada de Gigi dentro de uma bandeja. |              |                         |                   |                                         |                        |                     |
| 11 | 11           | "Black Friday"          | Barbara Brown     | Ian Brennan                             | 1 de dezembro de 2015  | 2.40                |
| As Chanels vão às compras, aproveitando a Black Friday, mas acabam sendo seguidas pelo Red Devil, que às ataca, mas consegue apenas ferir Chanel e assassinar um policial. Wes, Pete, e Grace vão a polícia para relatar a morte de Gigi, e descobrem que todos do departamento de polícia foram demitidos devido ao desperdício de recursos, e que Denise foi nomeada a nova Chefe de Polícia. Chad traz Pete para a casa Dickie Dollar Scholars e revela que Boone deixou a maior parte de suas posses para Pete, apesar do fato de que eles mal se conheciam. Chad suspeita que Boone e Pete eram amantes, mas Pete admite que Boone era sua fonte para as histórias que ele escrevia no jornal da Universidade sobre as fraternidades. Em resposta a amizade de Boone, Chad decide oferecer para o Pete uma vaga na Dickie Dollar Scholars, mas Pete recusa. Recuperando-se de sua lesão, Chanel decide que a única coisa certa a se fazer é assassinar a reitora Munsch, da qual todos desconfiam ser o Red Devil. No entanto, Munsch sobrevive tanto a uma tentativa de envenenamento por veneno de baiacu quanto a criogenia. Wes pede a ajuda de Pete para o ajudar a investigar o passado de Gigi, e eles descobrem que o nome de nascimento de Gigi era Jess Meyer, e que ela era irmã de Amy Meyer, uma ex-membro da Kappa de 1995, que se suicidou após o incidente da banheira, o que dava a Gigi um motivo para querer destruir Kappa. Satisfeito com esta nova descoberta, Pete decide começar a escrever sua história sobre os assassinatos mas a única coisa que ainda falta, é descobrir a identidade do Red Devil. Porém, ele decide fugir do campus por um motivo desconhecido, mas Grace intervém e diz a ele que ela está pronta para ter a sua "primeira vez", mas ele protesta dizendo que ela não iria querer perde a virgindade com um assassino. |              |                         |                   |                                         |                        |                     |
| 12 | 12           | "Dorkus"                | Bradley Buecker   | Ryan Murphy, Brad Falchuk & Ian Brennan | 8 de dezembro de 2015  | 2.53                |
| Pete admite a Grace que ele fazia parte do plano do assassino Red Devil, e que ele também o ajudou com os assassinatos. Pete também admite ter assassinado Roger e Boone, e quando ele decide contar a Grace quem é o verdadeiro assassino, o Red Devil aparace e fatalmente apunhala-o antes que ele possa terminar de dizer a Grace quem é o assassino. Um entregador de pizza aparece na casa Kappa com uma fantasia de Red Devil, mas as garotas descobrem que ele foi levado a casa Kappa pelo assassino, que colocou vários explosivos na fantasia do entregador, que então morre, ao ser explodido vivo. Chanel decide ir pedir desculpas a Melanie Dorkus, a presidente antecessora da Kappa que foi desfigurada por ácido, e culpa Chanel pelo atentado. Grace e Zayday invadem o computador da reitora Munsch, à procura de pistas que provem que uma das Chanels é o assassino. As Chanels vão para a casa de Melanie para que Chanel possa pedir desculpas, mas no entanto, Hester fica para trás e Chanel #5 acaba abandonando as outras para ir a um encontro que conseguiu com um garoto do Tinder. Chanel tenta esfaquear Melanie com uma tesoura, convencida de que ela é o assassino, mas Grace e Zayday chegam a tempo de detê-la, e anunciam que Hester é o Red Devil. Grace, Zayday, Chanel e Chanel #3 retornam a casa Kappa, e encontram Chanel #5 escondida no banheiro, e Hester no closet de Chanel, com um salto enfiado em sua cavidade ocular. Assim que Hester acorda, ela diz a todas que a Chanel #5 é o Red Devil. |              |                         |                   |                                         |                        |                     |
| 13 | 13           | "The Final Girl(s)"     | Brad Falchuk      | Ryan Murphy, Brad Falchuk & Ian Brennan | 8 de dezembro de 2015  | 2.53                |
| 2016, a Kappa Kappa Tau foi reconstruída a partir do zero como uma fraternidade muito melhor, graças aos esforços da presidente Zayday, a vice-presidente Grace, e a tesoureira Hester. A reitora Munsch é agora uma autora feminista de um best-seller e encontra-se em relacionamento sério com Wes. Chad renomeia sua fraternidade honrando seus amigos mortos e termina seu relacionamento de curta duração com Denise, que está se destacando como Chefe de Polícia. Hester revela que ela era o Red Devil e que saiu impune de todos os crimes. Tendo crescido no asilo com Gigi e Boone, Hester logo se tornou obcecada por vingança contra as Kappas, que abandonaram sua mãe na banheira para morrer. Ela, então, falsificou sua escoliose para distrair as pessoas de seus planos e foi para a Universidade Wallace procurando sua vingança. De volta a 2015, Hester sobrevive ao salto alto enfiado em sua cavidade ocular, que foi causado por si mesma, e consegue convencer Denise de que as três Chanels são os verdadeiros assassinos, e elas então são presas. Durante o julgamento, Chanel ofende os jurados, que acabam dando o veredito de culpada a todas, e o trio é condenado a viver o resto de suas vidas no manicômio que anteriormente abrigava Gigi, Boone e Hester. Lá, as Chanels surpreendentemente desfrutam de uma bela experiência; Chanel é escolhida como presidente do manicômio, Chanel #3 abraça seu lesbianismo e começa um relacionamento com uma das enfermeiras do manicômio, e Chanel #5 tem sua personalidade completamente transformada, após tomar várias medicações e acaba se tornando "uma pessoa suportável" e passa a ser a melhor amiga de Chanel. Uma noite, Chanel é acordada no meio da noite pelo Red Devil, que empunha uma faca contra ela. |              |                         |                   |                                         |                        |                     |

## Produção

### Desenvolvimento
Em 20 de outubro de 2014, a Fox Broadcasting Company anunciou que havia encomendado uma temporada de 15 episódios de Scream Queens (incluindo uma segunda temporada no contrato original), criada por Ryan Murphy, Brad Falchuk e Ian Brennan, que também co-criaram Glee, porém mais tarde foi reduzida para 13 episódios. A série estreou em setembro de 2015. Murphy afirmou que a cada episódio um membro do elenco será morto, dizendo: "É muito parecido com Ten Little Indians. Há um fator de sintonia real porque é como, quem vai ser escolhido esta semana? E também quem é o assassino? A cada episódio, você tem pistas sobre quem será o assassino e então todas essas pistas se acumulam." A série não é completamente antológica por natureza, com Murphy afirmando: "Quem sobreviver — e haverá pessoas que sobreviverão — irá para a próxima temporada em um novo local e um novo terror. Ao contrário de American Horror Story (série semelhante, também de Murphy e Falchuk), que reinicia completamente, Scream Queens tem alguma continuidade, em que alguns dos personagens e alguns dos relacionamentos continuam em um novo mundo.

### Casting
Em dezembro de 2014, foi relatado que Emma Roberts e Jamie Lee Curtis seriam apresentados como membros regulares da série. Em janeiro de 2015, Lea Michele, Joe Manganiello, Keke Palmer e Abigail Breslin se juntaram ao elenco principal da série, assim como a atriz/cantora Ariana Grande em um papel recorrente. Mais tarde naquele mês, o The Hollywood Reporter confirmou que Nick Jonas apareceria ao longo da primeira temporada. Em fevereiro de 2015, Billie Lourd e Skyler Samuels se juntaram ao elenco principal da série. No final do mês, Niecy Nash se juntou ao elenco recorrente como Denise, uma segurança de pontapé inicial; e Lucien Laviscount, Diego Boneta e Glen Powell foram confirmados como regulares.
Em março de 2015, Nasim Pedrad foi escalado como membro regular da série. Em 13 de março, Manganiello foi forçado a deixar a série, devido a obrigações de publicidade para seu filme Magic Mike XXL. Oliver Hudson foi contratado como seu substituto. Em 24 de junho, foi anunciado que Charisma Carpenter e Roger Bart interpretariam os pais de Chanel #2. Em agosto de 2015, Philip Casnoff foi escalado como o marido de Cathy. Em setembro de 2015, Murphy anunciou, através de seu twitter, que Patrick Schwarzenegger havia se juntado ao elenco. Ele interpretou o irmão mais novo de Chad, Thad. O irmão mais velho de Chad, Brad, foi interpretado por Chad Michael Murray; enquanto Alan Thicke e Julia Duffy foram escalados como Sr. e Sra. Radwell.

### Filmagens
A gravação da série começou em 12 de março de 2015, com locais em Nova Orleans, Louisiana, terminando as gravações do capítulo piloto em abril de 2015. As filmagens do resto da temporada começaram no início de junho de 2015.

## Marketing
Em 13 de fevereiro de 2015, a Fox lançou o primeiro teaser da série no YouTube. Nele você pode ver uma garota fazendo um balão de chiclete, quando uma mão coberta por uma luva vermelha explode o balão.
Em 13 de março de 2015, a segunda prévia da série foi lançada, com Emma Roberts. Na pré-estréia, o personagem de Roberts usa uma camiseta com o logotipo "KNT" e também infla um balão de chiclete. Nesse caso, um rosto parecido com um diabo aparece no chiclete antes de explodir.
Em 18 de março de 2015, uma terceira prévia foi lançada, desta vez com Keke Palmer executando a mesma ação que o personagem Roberts. No avanço, a sigla da casa muda de "KNT" para "KKT".
Em 14 de maio de 2015 foi lançado o primeiro promo da série, Dias depois, a FOX publicou o trailer oficial da série. Uma nova série de cartazes promocionais, com os personagens com as mãos manchadas de sangue, foi lançada em 8 de julho de 2015.

## Recepção

### Resposta da crítica
O Rotten Tomatoes deu a primeira temporada a classificação de 68% com base em 56 comentários críticos, com o consenso crítico "Muito mau gosto para os telespectadores regulares e muito bobo para os entusiastas de horror, Scream Queens não satisfaz."
O Metacritic deu a primeira temporada 59 de 100 pontos baseados em 33 comentários críticos, indicando "comentários mistos ou médios".
O revisor do IGN, Terri Schwartz, deu uma avaliação muito positiva da estréia de duas horas, dando-lhe um 9.7 dos 10 e dizendo: "Ryan Murphy trabalhou sua mágica na TV novamente com um início matador para Scream Queens. A partir da atuação, do figurino à escrita, tudo sobre esse conceito e execução funciona. Scream Queens é tão engraçado e autoconsciente quanto deve ser para não entediar o público, mas também oferece mistério e intriga o suficiente para manter até o maior dos céticos entretido."
Ed Power, do The Telegraph, também deu à estreia uma crítica positiva, premiando-a com quatro de cinco estrelas.
Brian Lowry, da Variety, comentou em sua análise do episódio final, "O verdadeiro gênio de Murphy vem da capacidade de promover seus programas por meio da concepção e do elenco, a desvantagem é que essas qualidades têm o mau hábito de superar a execução", antes observando "A grande revelação no final não foi particularmente reveladora, principalmente porque a narrativa tinha sido uma bagunça tão louca nas semanas anteriores que qualquer suspense havia se dissipado há muito tempo."
Robert Rorke, do The New York Post, criticou a série, depois a colocou em sua lista dos 10 piores programas de TV de 2015 e criticou o desempenho de Roberts, dizendo que ela "não pode atuar".

### Audiência
| №  | Título                  | Exibição original      | Rating/share (18–49) | Audiência (em milhões) | DVR (18–49) | Audiência em DVR (milhões) | Total (18–49) | Audiência total (em milhões) | Ref(s) |
| -- | ----------------------- | ---------------------- | -------------------- | ---------------------- | ----------- | -------------------------- | ------------- | ---------------------------- | ------ |
| 1  | "Pilot"                 | 22 de setembro de 2015 | 1.7/5                | 4.04                   | 1.4         | 3.02                       | 3.1           | 7.06                         | [ 46 ] |
| 2  | "Hell Week"             | 22 de setembro de 2015 | 1.7/5                | 4.04                   | 1.4         | 3.02                       | 3.1           | 7.06                         | [ 46 ] |
| 3  | "Chainsaw"              | 29 de setembro de 2015 | 1.4/5                | 3.46                   | 1.3         | 2.51                       | 2.7           | 5.98                         | [ 47 ] |
| 4  | "Haunted House"         | 6 de outubro de 2015   | 1.2/4                | 2.97                   | 0.9         | 1.93                       | 2.1           | 4.89                         | [ 48 ] |
| 5  | "Pumpkin Patch"         | 13 de outubro de 2015  | 1.0/3                | 2.39                   | 0.8         | 1.77                       | 1.8           | 4.16                         | [ 49 ] |
| 6  | "Seven Minutes in Hell" | 20 de outubro de 2015  | 1.0/3                | 2.59                   | 0.7         | 1.57                       | 1.7           | 4.16                         | [ 50 ] |
| 7  | "Beware of Young Girls" | 3 de novembro de 2015  | 1.0/3                | 2.44                   | 0.8         | 1.67                       | 1.8           | 4.11                         | [ 51 ] |
| 8  | "Mommie Dearest"        | 10 de novembro de 2015 | 0.9/3                | 2.51                   | 0.8         | 1.67                       | 1.7           | 4.18                         | [ 52 ] |
| 9  | "Ghost Stories"         | 17 de novembro de 2015 | 0.9/3                | 2.37                   | 0.8         | 1.69                       | 1.7           | 4.06                         | [ 53 ] |
| 10 | "Thanksgiving"          | 24 de novembro de 2015 | 0.8/3                | 1.98                   | 1.0         | 1.97                       | 1.8           | 3.95                         | [ 54 ] |
| 11 | "Black Friday"          | 1 de dezembro de 2015  | 0.9/3                | 2.40                   | 0.8         | 1.57                       | 1.7           | 3.96                         | [ 55 ] |
| 12 | "Dorkus"                | 8 de dezembro de 2015  | 0.9/3                | 2.53                   | 0.7         | 1.39                       | 1.6           | 3.92                         | [ 56 ] |
| 13 | "The Final Girl(s)"     | 8 de dezembro de 2015  | 0.9/3                | 2.53                   | 0.7         | 1.39                       | 1.6           | 3.92                         | [ 56 ] |

## Lançamento em DVD
| Scream Queens – The Complete First Season                                                                                     | | |                                                |                                                |                                                |
| Detalhes do DVD | Detalhes do DVD | Detalhes do DVD | Características Especiais                      | Características Especiais                      | Características Especiais                      |
| - 13 Episódios - 4 Discos - Áudio em inglês (5.1 Dolby Digital) - Legendas: Inglês, Espanhol e Francês - Duração: 570 Minutes | - 13 Episódios - 4 Discos - Áudio em inglês (5.1 Dolby Digital) - Legendas: Inglês, Espanhol e Francês - Duração: 570 Minutes | - 13 Episódios - 4 Discos - Áudio em inglês (5.1 Dolby Digital) - Legendas: Inglês, Espanhol e Francês - Duração: 570 Minutes | - Rush Kappa - Between 2 Queens - Style Queens | - Rush Kappa - Between 2 Queens - Style Queens | - Rush Kappa - Between 2 Queens - Style Queens |
| Datas de lançamento | | |                                                |                                                |                                                |
| Região 1 | Região 1 | Região 2 | Região 2                                       | Região 4                                       | Região 4                                       |
| 6 de dezembro de 2016 | 6 de dezembro de 2016 | 26 de setembro de 2016 | 26 de setembro de 2016                         | 16 de dezembro de 2016                         | 16 de dezembro de 2016                         |